# Claude Ramey

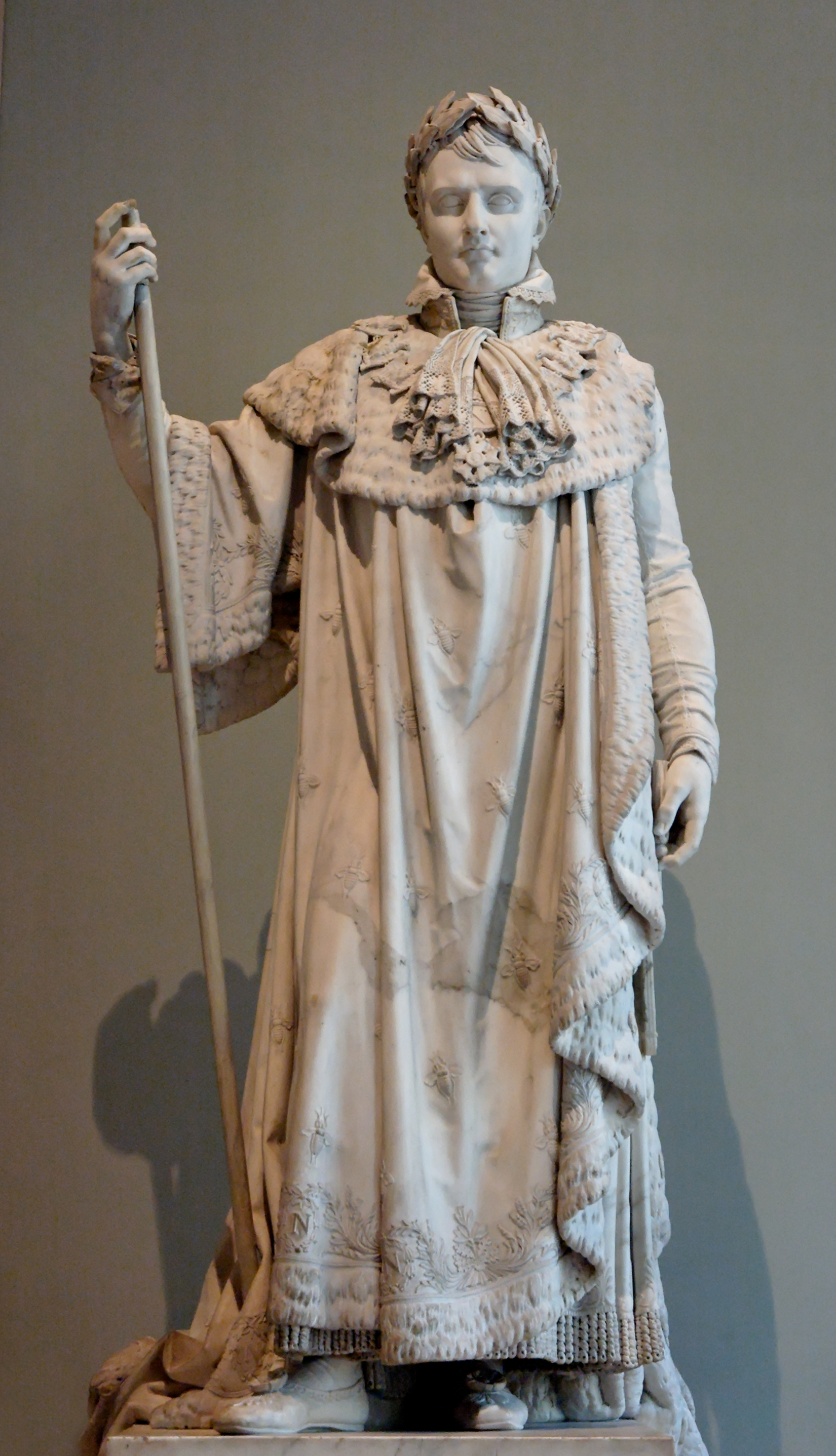
Napoléon I sacralizado, 1813, museo del Louvre.

Claude Ramey (Dijon, 1754 – París, 1838)  fue un escultor francés de estilo neoclásico.

## Biografía
En el año 1782 obtuvo el Gran Premio de Roma de Escultura, pasó pensionado tres años en Roma. 
Participó en la ejecución de los bajorrelieves de la columna Vendome de París. Tuvo por ayudante a Jean-Pierre Cortot. La Academia de Bellas Artes, lo eligió en 1817 para el departamento de escultura. 

## Obras
- Napoleón I sacralizado, (1813),  mármol, París, Museo del Louvre.[1]
- Napoleón I invoca Minerva, Mercurio, la Paz, La Legislación...  (1811), relieve  en yeso, París, Museo del Louvre.[2]
- Safo, (1801), estatua, de mármol, París, Museo del Louvre.[3]
- El Tratado de Tilsit, bajorrelieve de mármol, París, en el Arco de Triunfo del Carrusel en el lado occidental de los jardines de las Tullerías.
- Estatua Náyade, París, Jardín de Luxemburgo, fuente Médici, a la izquierda del frontón
- Eugène de Beauharnais, virrey de Italia (1781-1824) (1810), mármol, Versalles, Palacio de Versalles.
- El cardenal Richelieu (1828), estatua colosal,  mármol blanco sobre base de piedra caliza, Richelieu (Indre y Loira), plaza de Aristide Briand.[4]
- Minerve instruisant la jeunesse (1797), terracota, Museo de la Revolución francesa